# Elymus alatavicus
Elymus alatavicus là một loài thực vật có hoa trong họ Hòa thảo. Loài này được (Drobow) Á.Löve mô tả khoa học đầu tiên năm 1984.